# سونیا کاسیدی
سونیا کاسیدی (انگلیسی: Sonya Cassidy) بازیگر اهل بریتانیا است.
از فیلم‌ها یا برنامه‌های تلویزیونی که وی در آن نقش داشته‌است، می‌توان به هیومنز، ورا، آدمکشان میدسامر، پزشک‌ها، تودورها، دسته پنجم، بازمانده و آخرین پادشاهی اشاره کرد.